# Neïva
La Neïva ou Nevia (en russe : Нейва) est une rivière de l'oblast de Sverdlovsk en Russie longue de 294 km, émissaire du lac Tavatouï sur les pentes orientales du Moyen Oural et qui arrose les villes de Verkh-Neïvinski, Neviansk et Alapaïevsk.

## Géographie
Elle draine un bassin versant d'une superficie de 5 600 km2. Le cours supérieur jusqu'à Neviansk est ponctué d'une série de lacs et de réservoirs d'une superficie totale de 72,4 km2. La Neïva joint ses eaux à la rivière Rej à l'est d'Alapaïevsk pour former la Nitsa qui se jette dans la Toura, un affluent du Tobol.

## Affluent
- Le Redy